# Batrachostomus moniliger
Batrachostomus moniliger е вид птица от семейство Podargidae.

## Разпространение
Видът е разпространен в Индия и Шри Ланка.